# Karl von Stremayr
Karl Ritter von Stremayr (30 de octubre de 1832, Graz - 22 de junio de 1904, Pottschach) fue un estadista austriaco. Sirvió como el 9.º Ministro-Presidente de la Cisleitania.

## Carrera política
Nacido en Graz, donde también estudió leyes, entró en el servicio del gobierno, y subsiguientemente fue Fiscal-General y docente en la Universidad de Graz.
En 1848-49 era miembro del Parlamento de Fráncfort. En 1868 fue elegido consejero en el Ministerio del Interior, y en 1870-79 fue Ministro de Instrucción Pública cuando provocó la derogación del Concordato de 1855. Presidente del consejo como 9.º Ministro-Presidente de la Cisleitania después de la salida del ministerio de Auersperg en 1879. Después, entró en el gabinete de su sucesor Eduard Taaffe, 11.º Vizconde Taaffe, 10.º Ministro-Presidente de la Cisleitania, como Ministro de Justicia, pero dimitió en 1880.
Después fue elegido vicepresidente de la Corte Suprema austriaca sucediendo a Anton von Schmerling como presidente después de la renuncia de Schmerling en 1891.
Se retiró en 1899. Fue llamado para un asiento en la Cámara de los Señores austriaca en 1889. Anton Bruckner le dedicó la Quinta Sinfonía.